# Томо Курузовић
Томо Курузовић (Сарајево, 18. октобар 1930 — Београд, 2. август 2017) био је српски позоришни, филмски, ТВ глумац, режисер и књижевник.

## Живот
Рођен је 18. октобра 1930. на Бистрику изнад Принциповог моста у Сарајеву. Оба родитеља су му из Бање Луке. И отац и мајка су радили у позоришту, отац као позоришни фризер, власуљар и шминкер, а мајка као кројачица. По завршетку рата је 1948. завршио Учитељску школу, након чега се запошљава као учитељ и управник школе у Чаракову код Приједора. У Београд је стигао 1949. Исте године се уписује на Академију за позориште и филм у класи проф. Јозе Лауренчића. Академију за позориште и филм је завршио 1953, а дипломирао 1957. У периоду од 1953. до 1957. ванредно је студирао југословенску књижевност на Филозофском факултету у Сарајеву. Од 1961. до 1966. је ванредно студирао режију на Факултету драмских уметности у Београду, прво у класи Вјекослава Афрића (1961), а затим у класи проф. др Хуга Клајна (1962—1966). Како су му мајка и отац радили у позоришту, од своје пете године је играо дјечје улоге. У Југословенском драмском позоришту је почео да наступа  док је студирао глуму. Први глумачки ангажман је добио у Сарајеву (1953—1961). Један је од оснивача Малог позоришта у Сарајеву (Камерни Театар 55). У Београд поново долази 1961, гдје добија ангажман у Савременом драмском позоришту (Београдско драмско позориште). Оснивач је алтернативног позоришта „Сунце“ у новобеоградском Блоку 45, гдје је радио као управник. Оснивач је студија „Тајне глуме“ при „Ђуро Салај“ АД у Београду, гдје је радио као професор.
Био је члан Удружења драмских уметника Србије, Удружења драмских писаца Србије и Удружења филмских глумаца Србије. Наступао је у Београдском драмском позоришту све док није пензионисан.
Женио се два пута. Из првог брака има ћерку Сању, а из другог брака са костимографкињом Мирјаном Чиплић сина Александра Курузовића, који се бави сликарством. Преминуо је 2. августа 2017. године од срчаног удара. Сахрањен је 7. августа 2017. године на Новом Бежанијском гробљу.

## Признања
- Златни беочуг, за трајни допринос култури Београда (2009)[8]
- Златна плакета града Београда (1984)
- Глумац године, Змајеве дечје игре (1984)
- Орден рада са златним вијенцем (1984)
- „Мермер и звуци”, признање за режију и глумачку креацију представе „Петорица под барјаком”. Аранђеловац (1976)
- Сребрна колајна, Други фестивалу монодраме и пантомиме у Земуну (1974)
- Шестоаприлска награда за умјетност, Сарајево (1957)

## Дјела
- Роман без романа (драма), Вршац (1984)
- Сведок Глуме (роман), Београд. 2003.  978-86-83465-02-6.
- Он мени - Ја њему (поема), Београд. 2008.  978-86-82273-14-1.
- Двопев (збирка песама - Тома Курузовић, Драган Деспот Ђорђевић), Кучево. 2008.  978-86-910187-2-6.
- Кроз приче и разговоре (биографија, Мирјана Чиплић Курузовић), Београд. 2018.  978-86-81316-01-6.
- Бранко по Томи (роман), Београд. 2019.  978-86-81316-03-0.

## Режија
Направио је преко 40 режија и већи број позоришних комада. Драматизирао је и адаптирао дјела Петра Кочића, Бранка Ћопића, Косте Трифковића, Меше Селимовића, Јована Стерије Поповића.

## Позоришне улоге
Једна од његових најзапаженијих адаптација и драматизација је монодрама Петар Пепо Бандић (Бранко Ћопић), коју је сам тумачио.
- Петар Пепо Бандић (Петар Пепо Бандић)
- Николетина Бурсаћ (Николетина Бурсаћ)
- Дундо Мароје (Помет)
- Бећарац (Сељо)

## Улоге на филму
| Год.       | Назив                                       | Улога                      |
| ---------- | ------------------------------------------- | -------------------------- |
| 1940-те    |                                             |                            |
| 1948.      | Живот је наш                                |                            |
| 1950-те    |                                             |                            |
| 1955.      | Шолаја (филм)                               |                            |
| 1956.      | Под сумњом                                  |                            |
| 1957.      | Туђа земља                                  |                            |
| 1957.      | Само људи                                   | Мишко                      |
| 1957.      | Вратићу се                                  |                            |
| 1959.      | Врата остају отворена                       |                            |
| 1960-те    |                                             |                            |
| 1961.      | Парче плавог неба                           |                            |
| 1961.      | Велико суђење                               | Мика                       |
| 1962-1963. | Музеј воштаних фигура                       |                            |
| 1963.      | Необичне делије                             |                            |
| 1963.      | Викенд у небо                               |                            |
| 1963.      | Јазавац пред судом                          |                            |
| 1964.      | На место, грађанине Покорни!                | Службеник                  |
| 1965.      | Инспектор                                   | службеник                  |
| 1965.      | Суданија (ТВ филм)                          |                            |
| 1965.      | Лицем у наличје                             |                            |
| 1966.      | Лола Ђукић и Новак Новак                    |                            |
| 1966.      | Орлови рано лете (филм)                     | Кнез Ваљушко               |
| 1966.      | Људи и папагаји                             | новинар листа „Сумрак“     |
| 1967.      | Златна праћка                               | младожења                  |
| 1967.      | Дежурна улица                               |                            |
| 1967.      | Наше приредбе                               |                            |
| 1968.      | Спавајте мирно                              |                            |
| 1968.      | Максим нашег доба                           |                            |
| 1969.      | Непријатељ народа                           |                            |
| 1969.      | Вели Јоже                                   |                            |
| 1969.      | Хороскоп (филм)                             | Келнер                     |
| 1970-те    |                                             |                            |
| 1971.      | Чудо                                        | Ћора, слепи човек          |
| 1971.      | Дон Кихот и Санчо Панса                     |                            |
| 1971.      | Леваци                                      |                            |
| 1971.      | Бубашинтер                                  | капетан                    |
| 1971.      | Дипломци                                    | Луле вепар                 |
| 1972.      | Болани Дојчин (ТВ)                          |                            |
| 1972.      | Купање                                      |                            |
| 1972.      | Мајстори                                    | болничар Пера              |
| 1973.      | Девичанска свирка                           | кочијаш                    |
| 1973.      | Штићеник                                    | Болничар                   |
| 1973.      | Наше приредбе (ТВ серија)                   |                            |
| 1973.      | Лептирица                                   | Вуле воденичар             |
| 1974.      | СБ затвара круг                             | Пижон                      |
| 1974.      | Реч по реч                                  | Глумац                     |
| 1975.      | Синови                                      | Јанко Шафарик              |
| 1975.      | Познајете ли Павла Плеша?                   |                            |
| 1975.      | Руке (кратки)                               |                            |
| 1975.      | Зимовање у Јакобсфелду                      | ветеринар Фанка            |
| 1976.      | Аранђелов удес                              | шнајдер                    |
| 1976.      | Морава 76                                   |                            |
| 1976.      | Салаш у малом риту (филм)                   | Фанка                      |
| 1976.      | Повратак отписаних (филм)                   | Мисирац                    |
| 1977.      | Више од игре                                | Опанчар Чолак              |
| 1978.      | Тамо и натраг                               | Жан                        |
| 1978.      | Повратак отписаних (ТВ серија)              | Мисирац                    |
| 1979.      | Слом                                        | Драгиша Цветковић          |
| 1979.      | Јоаким (филм)                               |                            |
| 1979.      | Осма офанзива                               | ујак Рожљика               |
| 1980-те    |                                             |                            |
| 1980.      | Трен (ТВ серија)                            |                            |
| 1981.      | Краљевски воз                               |                            |
| 1981.      | Сок од шљива                                | шофер Ђура                 |
| 1981.      | Ми смо смешна породица (ТВ серија)          | мајстор Цане               |
| 1982.      | Мој тата на одређено време                  | родитељ на забави          |
| 1982.      | Шпанац (ТВ серија)                          |                            |
| 1982.      | Бунар (кратки филм)                         |                            |
| 1982.      | Венеријанска раја                           | Тома                       |
| 1982.      | Вариола вера (филм)                         | болнички шофер             |
| 1983.      | Карађорђева смрт                            | писар Јован                |
| 1983.      | Мајка Вукосава пише говор                   | Вукосавин кум              |
| 1985.      | Давитељ против давитеља                     | официр                     |
| 1985.      | Тајванска канаста                           | полицајац са машином       |
| 1985.      | Шест дана јуна                              | поштар                     |
| 1985.      | Приче из фабрике                            | кафеџија Њуњо              |
| 1986.      | Одлазак ратника, повратак маршала           |                            |
| 1987.      | Последње лето детињства                     |                            |
| 1987.      | Резервисти                                  |                            |
| 1988.      | Нека чудна земља                            | старац са одликовањима     |
| 1988.      | Вук Караџић (серија)                        | трговац Кујунџић           |
| 1990-те    |                                             |                            |
| 1991.      | Смрт госпође министарке                     | бомбонџија                 |
| 1992.      | Алекса Шантић (ТВ серија)                   | Зорка                      |
| 1994.      | Голи живот                                  | Миладин                    |
| 1995.      | Крај династије Обреновић                    | Алекса Јовановић           |
| 1995.      | Не веруј жени која пуши гитанес без филтера | деда                       |
| 1996.      | То се само свици играју (мини-серија)       | Комшија                    |
| 1996.      | Срећни људи                                 | Веља                       |
| 1996.      | Горе доле                                   | Бошков пацијент Дотић      |
| 2000-те    |                                             |                            |
| 2000.      | Дорћол-Менхетн                              | чика Васа                  |
| 2002.      | Држава мртвих                               | младожењин отац            |
| 2003.      | Il papa buono                               |                            |
| 2004.      | Јелена (серија)                             | Грујица Грујовић           |
| 2004.      | Карађорђе и позориште                       | Фочић                      |
| 2004.      | Смешне и друге приче                        |                            |
| 2004.      | Сиви камион црвене боје                     | Старац 1                   |
| 2006.      | Друго стање (серија)                        | Бора самосталац            |
| 2006.      | Fade to Black                               | сељак                      |
| 2007.      | Вратиће се роде                             | газда                      |
| 2008.      | Није крај                                   | портир                     |
| 2008.      | Последња аудијенција                        | начелник румунске полиције |
| 2009.      | Неки чудни људи                             | газда кафане               |
| 2009.      | Грех њене мајке (ТВ серија)                 | поштар                     |
| 2010-те    |                                             |                            |
| 2010.      | Бели анђео (филм)                           | директор                   |
| 2010.      | Бела лађа                                   | председник месне заједнице |
| 2010.      | Ма није он такав                            | Бошков отац                |
| 2011.      | Мој рођак са села                           | обавештајац Енвер          |
| 2011.      | Милун(ка)                                   | комшија                    |
| 2011.      | Grandpa Kovacs                              | Grandpa Kovacs             |
| 2012.      | Устаничка улица                             |                            |
| 2013.      | На путу за Монтевидео                       | портир на факултету        |
| 2014.      | Мали Будо                                   | Блажо                      |
| 2016.      | Браћа по бабине линије                      | Никл Пертл                 |
| 2017.      | Синђелићи                                   | Федоров отац               |
| 2017.      | Сенке над Балканом                          | чика Лаза                  |
| 2017.      | Мамурлуци (ТВ серија)                       | деда                       |
| 2018.      | Немањићи - рађање краљевине                 | Теодор Анђел               |